# Municipio de Washington (condado de Berks)
El municipio de Washington (en inglés: Washington Township) es un municipio ubicado en el condado de Berks en el estado estadounidense de Pensilvania. En el año 2000 tenía una población de 3.354 habitantes y una densidad poblacional de 92.4 personas por km².

## Geografía
El municipio de Washington se encuentra ubicado en las coordenadas 40°23′00″N 75°37′59″O / 40.38333, -75.63306.

## Demografía
Según la Oficina del Censo en 2000 los ingresos medios por hogar en la localidad eran de $53,241 y los ingresos medios por familia eran $60,054. Los hombres tenían unos ingresos medios de $37,951 frente a los $26,298 para las mujeres. La renta per cápita para la localidad era de $20,454. Alrededor del 3,0% de la población estaba por debajo del umbral de pobreza.